# R43-as autóút (Csehország)
Az R43-as autóút (csehül: Rychlostní silnice R43) egy tervezés alatt álló autóút Csehországban, amely az R52-es autóutat fogja összekötni az R35-ös autóúttal (a Csehországban tervezett második, nyugat-kelet irányú közlekedési tengellyel). Az autóút Brnót kapcsolja Moravská Třebová városához. Fontos kapocs lesz Morvaország közlekedésében, számítások szerint kb. 15.000 jármű fogja használni naponta.

## Története

### Az autópálya-korridor részeként

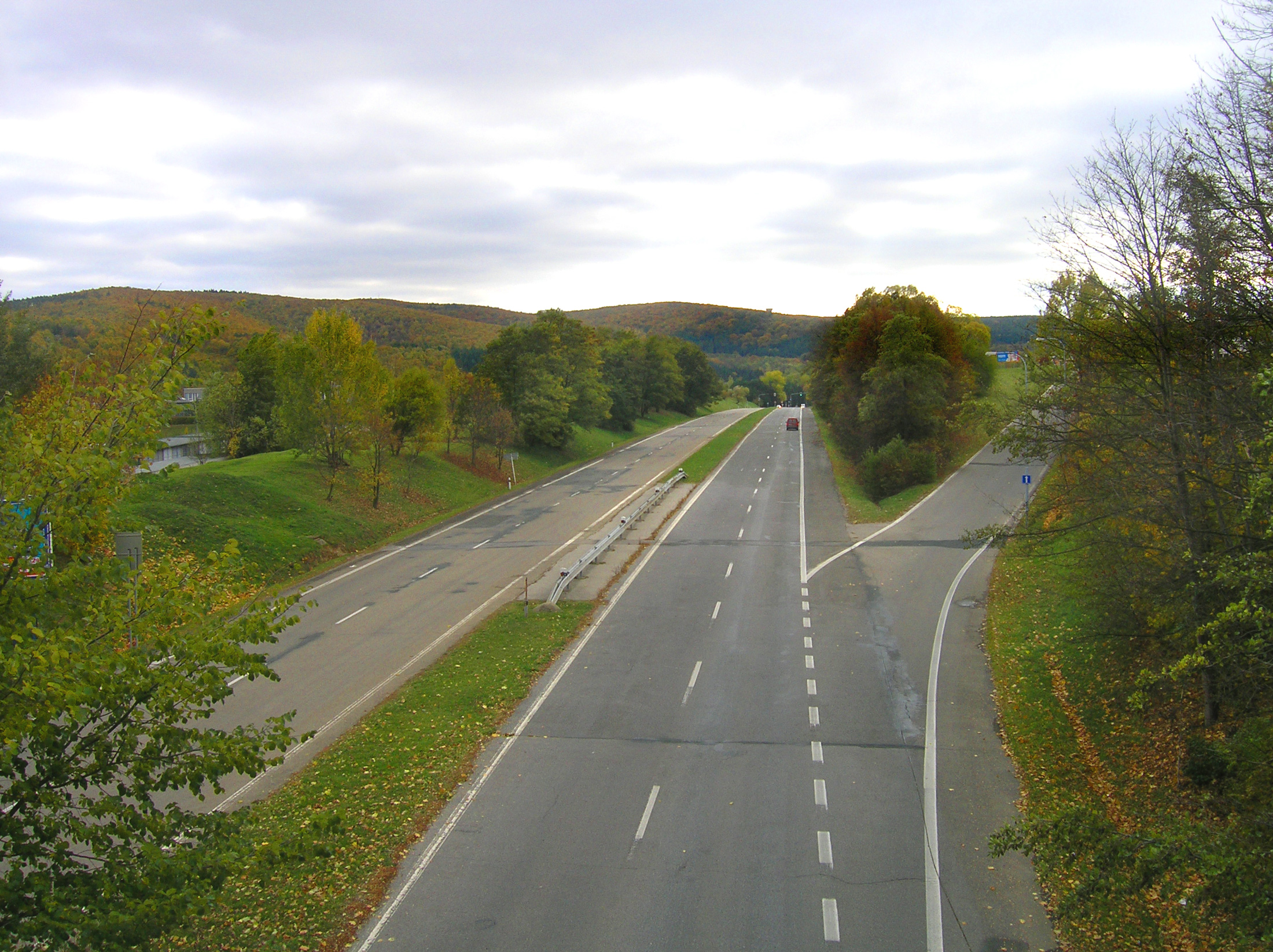
A Staré Dalnice (cseh: régi autópálya) a Bécs-Boroszló autópálya egyetlen elkészült szakasza.

1939-ben a hitleri Németország megszállta Csehszlovákiát. A kidolgozták a birodalmi autópályák rendszerében fontos szerepet kapott egy Bécset a lengyel Wrocławval az egykori csehszlovák területeken át összekötő autópálya terve. Ennek része lett volna a A88-as autópálya. 
1939 áprilisában kezdődtek az építési munkálatok 73 km-en, de a második világháború miatt 1942-ben az egész építkezést leállították. A háború után, az 1950-es években, az építkezést már nem kezdték el újból, majd az 1960-as években az autópálya befejezésének tervét is elvetették. 

### Fejlesztések a háború után
A terveket a későbbiekben többször is elővették: 
- Az 1980-as években elkészült egy 8 kilométeres szakasz Brno környékén, ez azonban már nem része a napjainkban tervezettnyomvonalnak
- Az 1990-es években új terveket készítettek, de az a nyomvonal Brno központján keresztül vezetett volna. A mai napig még egyetlen méter sem készült el az autóútból (bár a tervezett nyomvonal egy rövid szakasza Brnótól nyugatra eső, már meglévő, 2×2 sávos úton fog haladni).
- Az R43-as autóút a jelenlegi tervek szerint az R52-es autóútból ágazik le, Troubskónál, Brnótól délre. Egy újonnan épített nagy csomóponttal kapcsolódik majd a D1-es autópályához, majd Brnot nyugatról megkerülve, halad a 43-as főúttal párhuzamosan. Moravská Třebovától északra csatlakozik az R35-ös autóúthoz, ami szintén tervezés és építés alatt áll. Tervezett hossza: kb. 70 km. Az A88-as autópálya futása néhány helyen megegyezik az R43-as autóút tervezett nyomvonalával.

### Külső hivatkozások
- Találjuk ki Európát!
- Ceskádálnice.cz
- Dalnice.com
- R43.cz